# Володимир Каліграф
Крижанівський (Каліграф) Василь (чернече ім'я Володимир; *близько 1716, Меджибіж — †9 серпня 1760, Сергіїв Посад) — релігійний діяч російської православної церкви. Ректор Ярославської духовної семінарії, архімандрит Спаського монастиря Ярославської єпархії.

## Біографія
Походив із єврейської родини.
Вищу освіту здобув у Києво-Могилянській академії, де залишився викладачем. Чернечий постриг прийняв після закінчення КМА, змінив не тільки світське ім'я, але й прізвище, став зватися Володимир Каліграф.
Під час навчання в КМА захоплювався твором італійського поета-гуманіста М. Палінгеніуса «Зодіак життя», вивчав праці західних богословів-протестантів. Ідейно споріднений із Григорієм Сковородою, з яким був особисто знайомий і товаришував, про що свідчив останній.
У КМА педагогічна діяльність Каліграфа почалася з класу інфими (1746), 1753/1754 навчального року викладав у класі риторики.
У січні 1755 за указом Синоду змушений був емігрувати на Московщину. Був проповідником у церкві Владимирської Богоматері, а з вересня 1755 — префект і професор філософії. 1757 — професор богослов'я. Під час святкування у Владимирській церкві Московського Заіконоспаського монастиря свята Чудотворної ікони Богоматері Владимирської виголосив проповідь, в якій висловив сумнів щодо необхідності закликати на допомогу Пресвяту Богородицю, святих угодників і шанувати ікони. Володимир потім щиро каявся перед ректором Геннадієм Драніциним та єпархіальним начальством і виправдовувався тим, що ця «недоречність» виникла «випадково від недоразуміння». Синод констатував, що Каліграф «говорил плевелы не токмо лютеранские, но и жидовские», але взяв до уваги його каяття і дозволив викладати богослов'я, проте з тією незаперечною умовою, «щоб і в його курсі богослов'я, і в його проповідях надалі не було ніяких дивацтв і такого, що перечить святій церкві». В указі Синоду від 11 жовтня 1757 між іншим сказано: «А якщо за ним… будь-яка противність церкві святій буде побачена, то вже без жодної поблажливості по правилам святих отець найжорстокіше засуджений і скараний він має бути неодмінно».
Володимир ще протягом року працював у Московській слов'яно-греко-латинській академії. 24 червня 1758 став настоятелем Великоустюзького Архангельського монастиря Вологодської єпархії, а з вересня 1759 — архімандрит Спаського монастиря Ярославської єпархії і ректор Ярославської семінарії.
Помер і похований у Троїцько-Сергіївській лаврі.